# Thoburnia rhothoeca
Thoburnia rhothoeca är en fiskart som först beskrevs av Wilbur Wilson Thoburn, 1896.  Thoburnia rhothoeca ingår i släktet Thoburnia och familjen Catostomidae. Inga underarter finns listade i Catalogue of Life.